# Claudia Uhle
Claudia Uhle, née le 15 mars 1976, est une chanteuse allemande.

## Biographie
Elle apprend d'abord la flute et le piano avant de pratiquer le chant. Sa voix peut évoluer sur plus de trois octaves. En 1995, Claudia Uhle entre dans le groupe X-Perience, au style pop, dans lequel évolue déjà son frère Matthias. Le groupe rencontre le succès en 1996 avec la chanson A neverending Dream. Mais en 2007, Claudia quitte le groupe pour mieux se consacrer à son projet solo, Angelzoom.

## Discographie
En 2004, le label Nuclear Blast, spécialisé dans le métal sort l'album Angelzoom, sous l'étiquette "musique électronique ambiante sombre". D'un style assez difficile à définir, l'album est une sorte de mélange entre les styles new age et dark wave.
L'album est marqué par différentes collaborations dont celle d'Apocalyptica sur Turn the sky. Il comporte également plusieurs reprises, largement réarrangées, dont Blasphemous rumours de Depeche Mode et Crawling de Linkin Park.
Deux singles ont été extraits du premier album, Fairyland en 2004 et Back in the moment en 2005.
Un second album est programmé pour septembre 2010 sur le label Wannsee Records et intitulé Nothing is Infinite. Le premier extrait, The things you said, est lui aussi programmé pour septembre 2010.